# جيمس بور
جيمس بور (بالإنجليزية: James Burr)‏ هو كاتب بريطاني، ولد في 22 مارس 1971 في ولفرهامبتن في المملكة المتحدة.